# Лесама Лима, Хосе
Хосе́ Леса́ма Ли́ма (исп. José Lezama Lima, 19 декабря 1910, Кампаменто-де-Колумбия близ Гаваны— 9 августа 1976, Гавана) — кубинский писатель, литературный организатор, переводчик европейской и американской лирики, составитель фундаментальной «Антологии кубинской поэзии» в трёх томах (1965).
Он считается одним из самых важных авторов своей страны и испано-американской литературы. Общемировую известность ему принес философско-аллегорический роман «Рай», одно из самых важных произведений на кастильском языке и один из ста лучших романов двадцатого века на этом языке.

## Биография
Сын полковника артиллерии, военного инженера, родился на территории воинской части. В восьмилетнем возрасте потерял отца (он скончался от гриппа во Флориде, где служил как участник Первой мировой войны). В юности принимал участие в революционном движении молодёжи, в 1930 был в рядах студентов на крупной столичной демонстрации против диктатуры Херардо Мачадо.
Дебютировал эссеистикой в 1935, стихами — в 1936. В 1937 познакомился с Хуаном Рамоном Хименесом и в дальнейшем поддерживал с ним дружеские отношения. Окончил юридический факультет Гаванского университета (1938), в 1938—1940 гг. работал в адвокатской конторе. В 1940-50-х годах — глава интеллектуального кружка поэтов-трансценденталистов, основатель ряда влиятельных литературных журналов (из них наиболее известен «Orígenes» — «Истоки», 1944—1956). С годовалого возраста всю жизнь страдал тяжёлой астмой и потому, за исключением двух кратких поездок в Мехико (1949) и на Ямайку (1950), не покидал столицы и собственного дома в Старой Гаване, где жил с матерью и сестрами, в конце жизни — с женой. В 1945—1959 служил в отделе культуры Министерства образования. Был гомосексуалистом, что оказало значительное влияние на его творчество.
После победы Кубинской революции служил в Институте литературы и языка, в Национальной библиотеке. Сохранял почётный статус крупной и известной миру литературной фигуры, но — с официальными гонениями на гомосексуалов и особенно после «дела Падильи», расколовшего кубинских интеллектуалов, — фактически находился в изоляции. Ряд его сочинений, а также дневники и письма были опубликованы только за рубежом (Мексика, Испания и др.).

## Творчество
Стихи и проза, соединяющие сюрреалистическую образность с фантастическим синтезом мировых культур по принципу палимпсеста (Лесама Лима видел в таком наслоении воплощённое кубинское начало), — наиболее яркий памятник латиноамериканского необарокко. Творчество Лесамы Лимы получило признание как на южноамериканском континенте (О. Пас, Х. Кортасар, М. Варгас Льоса, Х. Эдвардс, А. Карпентьер, Э. Р. Монегаль, М. Л. Перейра Кинтеро и др.), так и за его пределами (Хорхе Гильен, Л. Сернуда, Мария Самбрано, Северо Сардуй, Г. Кабрера Инфанте, Хосе Анхель Валенте, Мишель Деги). Произведения Лесамы Лимы многократно переиздавались на Кубе, в Мексике, Испании, переведены на многие языки мира.
В 1972 году он был удостоен поэтической премии Мальдорор, присуждаемой испанским издательством Барраль, а также получил в Италии премию за лучшую иностранную книгу (перевод его романа Paradiso).
Переводил Пруста, Сен-Жон Перса, Сюпервьеля и др. На его философские и поэтические концепты оказали влияние многие учения прошлого, вплоть до неоплатоников и Августина Блаженного.

## Произведения

### Стихотворения
- Muerte de Narciso / Смерть Нарцисса (1937, поэма)
- Enemigo Rumor / Враг мой эхо (1941, стихи)
- Aventuras Sigilosas / Приключения украдкой (1945, стихи)
- La Fijeza / Запечатленность (1949, стихи)
- Dador / Даритель (1960, стихи)
- Fragmentos a su imán / Влекомые к центру (1978, стихи)

### Романы и новеллы
- Paradiso / Рай (1966, роман; новая редакция — 1968, опубл. в Мехико, много раз переиздавался)
- Oppiano Licario / Оппиано Ликарио (1977, незавершенный роман; критическое издание — 1989, Мадрид)
- Relatos (1987, новеллы)

### Эссе
- Coloquio con Juan Ramón Jiménez/ Беседа с Хуаном Рамоном Хименесом (1938)
- Analecta del Reloj / Устройство времени (1953)
- La expresión americana / Лик нашего континента (1957)
- Tratados en La Habana / Писано в Гаване (1958)
- La cantidad hechizada / Зачарованная величина (1970)
- Imagen y posibilidad/ Образ и возможность (1981, эссе, выступления, заметки разных лет)
- La Habana / Гавана (1991, газетная хроника 1949—1950 гг.)
- Albur de la literatura cubana/ Игра кубинской литературы (1992, устные выступления)
- Fascinación de la memoria/ Притяжение памяти (1993, из неопубликованного)
- La visualidad infinita/ Бесконечное зрелище (1994, о кубинских художниках).
- La materia artizada/ Отчеканенная материя (1996, об искусстве)

### Письма, дневники, интервью
- Cartas (1939—1976)/ Ed. de Eloísa Lezama Lima. Madrid: Editorial Orígenes, 1979 (письма)
- Mi correspondencia con Lezama Lima/ Ed. José Rodríguez Feo. La Habana: Ediciones Unión, 1989 (переписка с Х.Родригесом Фео, соиздателем журнала Орихенес)
- Cartas a Eloísa y otra correspondencia / Ed. de José Triana. Madrid: Verbum, 1998 (письма сестре и другая переписка).
- Diarios, 1938-49 /1956-58. México: D.F. Ediciones Era, 1994 (дневники).
- Para leer debajo de un sicomoro: enrevistas con José Lezama Lima / Ed. Félix Guerra. La Habana: Editorial Letras Cubanas, 1998 (интервью).
- Archivo de José Lezama Lima. Miscelánea/ Ed. de Iván González Cruz. Madrid: Centro de Estudios Ramón Areces, 1998 (из архива).
- La posibilidad infinita: archivo de José Lezama Lima / Ed. Iván González Cruz. Madrid: Editorial Verbum, 2000 (из архива).
- El espacio gnóstico americano: archivo de José Lezama Lima/ Ed. Iván González Cruz. Valencia: Universidad Politécnica de Valencia, 2001 (из архива).
- Correspondencia entre José Lezama Lima y María Zambrano y entre María Zambrano y María Luisa Bautista. Sevilla: Espuela de Plata, 2006.
- Cartas desde una soledad: epistolario, María Zambrano — José Lezama Lima, María Lusia Bautista — José Ángel Valente/ Pepita Jiménez Carreras, ed. Madrid: Editorial Verbum, 2008

### Сводные издания
- Obras completas / Ed. de Cintio Vitier. V.1/2. México: Aguilar, 1975—1977
- Poesía completa/Ed. de Emilio de Armas. La Habana: Letras Cubanas, 1985

## Посмертная судьба
В 2000 кубинский институт Дом Америк (Каса де лас Америкас) учредил поэтическую премию Хосе Лесамы Лимы (см.: ).
В 2010 на Кубе, в Испании и многих странах Латинской Америки был торжественно отпразднован столетний юбилей писателя. Посвященная писателю международная конференция прошла в Мехико (). В Гаване к столетию писателя была организована серия концертов (). Дом, где прошла большая часть жизни писателя, причислен к национальным памятникам ( (недоступная ссылка)). Министерство культуры Кубы вручило памятную медаль Лесама Лимы Алисии Алонсо, Фине Гарсиа Маррус, Роберто Фернандесу Ретамару и др. крупным деятелям кубинской культуры (). Дата отмечалась ЮНЕСКО (). Вместе с тем, представители кубинской диаспоры выразили протест кубинским властям, которые «хотят превратить писателя в разменную монету кастристского режима» ().

## Переводы на русский язык
- Избранные произведения. М.: Художественная литература, 1988
- Фокус со снятием головы // Родник, 1990, № 4, с.25-29 (перепечатано: Книга песчинок. Фантастическая проза Латинской Америки. Л.: Художественная литература, 1990, с.154-162).
- Эссе// Диапазон, 1992, № 1, с. 211—223.
- Из дневников. Из книги «Гавана». Хосе Анхель Валенте. Открытое письмо Хосе Лесаме Лиме//Уральская новь, 1998, № 3, с.115-125
- Фронесис// Рассказы магов. СПб.: Азбука-Класика, 2002, с.333-345
- Из книг «Гавана», «Отчеканенная материя»// Мосты, Франкфурт на Майне, 2005, № 8, с.344-356.
- Зачарованная величина: Избранное/ Пер. с исп. Б.Дубина. СПб.: Издательство Ивана Лимбаха, 2012